# 酥炸蝦仁
酥炸蝦仁（スーヂァシャーレン、スーザーシャーレン）は中華料理の一種。小エビの中華風フリッターである。
「炸」は多量の油で揚げる調理法であり、「酥炸」はふくらし粉やラードなどを加えたサックリとなる衣をつけて揚げた料理の意となる。
エビのすり身にしてえび団子を素揚げしたものは炸蝦球、衣をつけて揚げたものは酥炸蝦球となる。